# Copa Panamericana de Voleibol Femenino Sub-23
La Copa Panamericana de Voleibol Femenino Sub-23 es un torneo internacional de voleibol femenino. Es organizado por la Confederación Sudamericana de Voleibol y la NORCECA, y está dirigido a las selecciones nacionales de toda América (Norte, Sur y Centroamérica, y el Caribe) que integren jugadoras con un máximo de 23 años de edad. El evento se realizará cada 2 años. La primera edición de la copa se realizó en la ciudad de Lima, Perú.

## Historial
| N.º  | Año  | Sede   | Medalla de oro       | Medalla de plata     | Medalla de bronce | Cuarto puesto |
| ---- | ---- | ------ | -------------------- | -------------------- | ----------------- | ------------- |
| I    | 2012 | Perú   | República Dominicana | Brasil               | Argentina         | Perú          |
| II   | 2014 | Perú   | República Dominicana | Colombia             | Cuba              | Perú          |
| III  | 2016 | Perú   | República Dominicana | Argentina            | Cuba              | Perú          |
| IV   | 2018 | Perú   | República Dominicana | Perú                 | Cuba              | México        |
| V    | 2021 | México | República Dominicana | México               | Puerto Rico       | Surinam       |
| VI   | 2023 | México | República Dominicana | México               | Argentina         | Perú          |
| VII  | 2024 | México | Cuba                 | República Dominicana | México            | Chile         |
| VIII | 2025 | México | Estados Unidos       | Canadá               | México            | Cuba          |

## Medallero histórico
| # | País                 | Medalla de oro | Medalla de plata | Medalla de bronce | Total |
| - | -------------------- | -------------- | ---------------- | ----------------- | ----- |
| 1 | República Dominicana | 6              | 0                | 0                 | 6     |
| 2 | Cuba                 | 1              | 0                | 3                 | 4     |
| 3 | México               | 0              | 2                | 2                 | 4     |
| 4 | Argentina            | 0              | 1                | 2                 | 3     |
| 5 | Brasil               | 0              | 1                | 0                 | 1     |
| 5 | Perú                 | 0              | 1                | 0                 | 1     |
| 5 | Colombia             | 0              | 1                | 0                 | 1     |
| 8 | Puerto Rico          | 0              | 0                | 1                 | 1     |

### Medallero confederaciones
| Pos. | Confederación |   |   |   | Total |
| ---- | ------------- | - | - | - | ----- |
| 1    | NORCECA       | 6 | 2 | 4 | 12    |
| 2    | CSV           | 0 | 4 | 2 | 6     |

## MVPpor edición
- 2023 –  Ariana Rodriguez
- 2021 –  Madeline Guillén
- 2018 –  Gaila Gonzalez
- 2016 –  Brayelin Martínez
- 2014 –  Brayelin Martínez
- 2012 –  Yonkaira Peña